# Thaumastoplax anomalipes
Thaumastoplax anomalipes is een krabbensoort uit de familie van de Hexapodidae. De wetenschappelijke naam van de soort is voor het eerst geldig gepubliceerd in 1881 door Miers.